# Gedo (football)
Pour les articles homonymes, voir Nagy.
 (septembre 2012).
Si vous disposez d'ouvrages ou d'articles de référence ou si vous connaissez des sites web de qualité traitant du thème abordé ici, merci de compléter l'article en donnant les références utiles à sa vérifiabilité et en les liant à la section « Notes et références ».
Mohamed Nagy Ismail Afash dit Gedo, né le 30 octobre 1984, est un ancien footballeur international égyptien, qui jouait au poste d'attaquant.

## Biographie

### En club
Mohamed Nagy commence le football professionnel dans le club d'Ittihad Alexandrie en 2005. 
Après la CAN 2010, Gedo est contacté par le plus grand club d'Égypte : Al Ahly. Le 24 juin 2010, il signe un contrat pour une somme de 1,5M€ chez le champion sortant.

### En sélection nationale
Gedo honore sa première sélection le 29 décembre 2009 pour le compte d'un match amical pour la préparation à la CAN 2010 contre le Malawi (1-1) en rentrant à la 46e à la place de son compatriote Ahmed al-Muhammadi. Il est donc dans le groupe pour la CAN 2010, en prenant la place de Mido à la surprise générale.
Il marque son premier but dès le match suivant contre le Mali (1-0) en amical.
En ce début d'année 2010, Gedo est en très grande forme et le prouve dès le premier match de l'Égypte en Coupe d'Afrique des nations contre le Nigeria (3-1) en marquant le troisième but de son équipe à la 87e après son entrée 30 minutes plus tôt. Il est le meilleur buteur de cette CAN avec 5 réalisations en rentrant exclusivement en jeu lors de ce tournoi. Il est l'auteur de l'unique but de la finale face au Ghana (1-0).

### Hull City
Le 31 janvier 2013, Gedo signe avec le club anglais d'Hull City AFC pour 6 mois, sous la forme d'un prêt.
Gedo avait attiré l'attention de nombreux clubs européens, notamment de l'Olympique lyonnais, et de d'autres équipes européennes, malgré cela Gedo décide donc de se lancer dans sa première aventure européenne chez les "Tigers". Il rejoindra là-bas ses compatriotes égyptiens Ahmed Fathy et Ahmed al-Muhammadi.
Le 12 février 2013, il ne faut qu'une minute à Gedo pour marquer son premier but face à Derby County. Il marque son but d'une tête splendide à la 46e minute, après être entré à la mi-temps.
Après un très bon passage à Hull City, il se blesse pour trois mois.
Lors du mercato d'été 2013, il signe un nouveau prêt avec Hull City.
A 28 ans, Mohamed Geddo découvre l’Angleterre ou il fut prêté à Hull City. Lors de ses 6 premiers mois, l’égyptien inscrit 5 buts en 12 rencontres permettant à son équipe de monter en premier League.  Lors de sa deuxième année de prêt, Mohamed Geddo ne disputa que 2 matchs sans marquer le moindre but.  
En 2015, Mohamed Geddo fait son retour en Égypte et enchaine les clubs de seconde division comme Entag Al Harbi, Arab Contractors ou encore Al Gouna. Avec ses trois dernières équipes, l’égyptien marqua 20 buts en 137 matchs.  
Sans club depuis novembre 2020, Mohamed Geddo décide de raccrocher ses crampons à l’âge de 36 ans.  

## Palmarès

### En club
Al Ahly
- Championnat d'Égypte (2) :
  - Champion : 2010-11 et 2013-14.

- Supercoupe d'Égypte (1) :
  - Vainqueur : 2010.

- Ligue des champions de la CAF (1) :
  - Vainqueur : 2012.

- Supercoupe de la CAF (1) :
  - Vainqueur : 2013.

### En sélection nationale
Égypte
- Coupe d'Afrique des nations (1) :
  - Vainqueur : 2010.

- Tournoi du bassin du Nil (1) :
  - Vainqueur : 2011.

### Distinction personnelle
- Meilleur buteur de la Coupe d'Afrique des nations 2010 (5 buts)
- Membre de l’équipe type de la Coupe d'Afrique des nations 2010
- Révélation de la Coupe d'Afrique des nations 2010

## Buts internationaux
| #  | Date             | Lieu                                            | Adversaire | Résultat final | Compétition                      |
| -- | ---------------- | ----------------------------------------------- | ---------- | -------------- | -------------------------------- |
| 1. | 4 janvier 2010   | Stade Al-Rashid, Dubaï, Émirats arabes unis     | Mali       | 1 – 0          | Amical                           |
| 2. | 12 janvier 2010  | Stade National de Ombaka, Benguela, Angola      | Nigeria    | 3 – 1          | Coupe d'Afrique des Nations 2010 |
| 3. | 16 janvier 2010  | Stade National de Ombaka, Benguela, Angola      | Mozambique | 2 – 0          | Coupe d'Afrique des Nations 2010 |
| 4. | 25 janvier 2010  | Stade National de Ombaka, Benguela, Angola      | Cameroun   | 3 – 1          | Coupe d'Afrique des Nations 2010 |
| 5. | 28 janvier 2010  | Stade National de Ombaka, Benguela, Angola      | Algérie    | 4 – 0          | Coupe d'Afrique des Nations 2010 |
| 6. | 31 janvier 2010  | Estádio Nacional 11 de Novembro, Luanda, Angola | Ghana      | 1 – 0          | Coupe d'Afrique des Nations 2010 |
| 7. | 11 août 2010     | Stade international du Caire, Égypte            | RD Congo   | 6 – 3          | Amical                           |
| 8. | 18 novembre 2010 | Stade international du Caire, Égypte            | Australie  | 3 – 0          | Amical                           |

## Carrière
| Saison    | Club               | Pays           | Championnat        | Coupes nationales | Coupes continentales | Sélection Égypte   |
| --------- | ------------------ | -------------- | ------------------ | ----------------- | -------------------- | ------------------ |
| 2005-2006 | Ittihad Alexandrie | 1re division   | 6 matchs           | -                 | 3 matchs / 1 but     | -                  |
| 2006-2007 | Ittihad Alexandrie | 1re division   | 18 matchs / 4 buts | -                 | -                    | -                  |
| 2007-2008 | Ittihad Alexandrie | 1re division   | 11 matchs / 2 buts | -                 | -                    | -                  |
| 2008-2009 | Ittihad Alexandrie | 1re division   | 25 matchs / 3 buts | 1 match / 0 but   | -                    | -                  |
| 2009-2010 | Ittihad Alexandrie | 1re division   | 25 matchs / 6 buts | 3 matchs / 4 buts | -                    | 9 matchs / 6 buts  |
| 2010-2011 | Al Ahly            | 1re division   | 24 matchs / 8 buts | -                 | 6 matchs / 1 but     | 11 matchs / 5 buts |
| 2011-2012 | Al Ahly            | 1re division   | 14 matchs / 4 buts | 1 match / 0 but   | 6 matchs / 1 but     | 8 matchs / 3 buts  |
| 2012-2013 | Al Ahly            | -              | -                  | 1 match / 1 but   | 13 matchs / 5 buts   | 1 match / 1 but    |
| 2013      | Hull City          | Championship   | 12 matchs / 5 buts | -                 | -                    | 4 matchs / 2 buts  |
| 2013-2014 | Hull City          | Premier League | -                  | 2 matchs / 0 but  | -                    | 2 matchs / 1 but   |

Dernière mise à jour le 20 novembre 2013